# Terradillos de Esgueva
Terradillos de Esgueva ist ein Ort und eine Gemeinde (municipio) mit nur noch 64 Einwohnern (Stand: 2024) im Süden der Provinz Burgos in der Autonomen Gemeinschaft Kastilien und León.

## Lage und Klima
Der Ort Terradillos de Esgueva liegt auf dem Südufer des Río Esgueva in der Iberischen Meseta knapp 70 km (Fahrtstrecke) südlich der Provinzhauptstadt Burgos in einer Höhe von ca. 860 m. Die nächstgrößere Stadt ist Aranda de Duero (ca. 24 km südöstlich). Das Klima ist gemäßigt bis warm; der eher spärliche Regen (ca. 475 mm/Jahr) fällt – mit Ausnahme der Sommermonate – übers Jahr verteilt.

## Bevölkerungsentwicklung
| Jahr      | 1857 | 1930 | 1950 | 2000 | 2017 |
| Einwohner | --   | 285  | 270  | 129  | 79   |

Bis zum Jahr 1927 gehörten der Ort und sein Umland zur Nachbargemeinde Villatuelda. Die Mechanisierung der Landwirtschaft und die Aufgabe bäuerlicher Kleinbetriebe haben seit den 1950er Jahren zu einem Mangel an Arbeitsplätzen und zu einer Abwanderung eines Großteils der Bevölkerung in die Städte geführt (Landflucht).

## Wirtschaft
Die Region ist seit Jahrhunderten nahezu ausschließlich von der Landwirtschaft geprägt; die Viehzucht hat nur eine geringe Bedeutung. Auch der Tourismus (Vermietung von Ferienwohnungen) ist von untergeordneter Bedeutung. Die Gemeinde gehört zum Weinbaugebiet Ribera del Duero.

## Geschichte

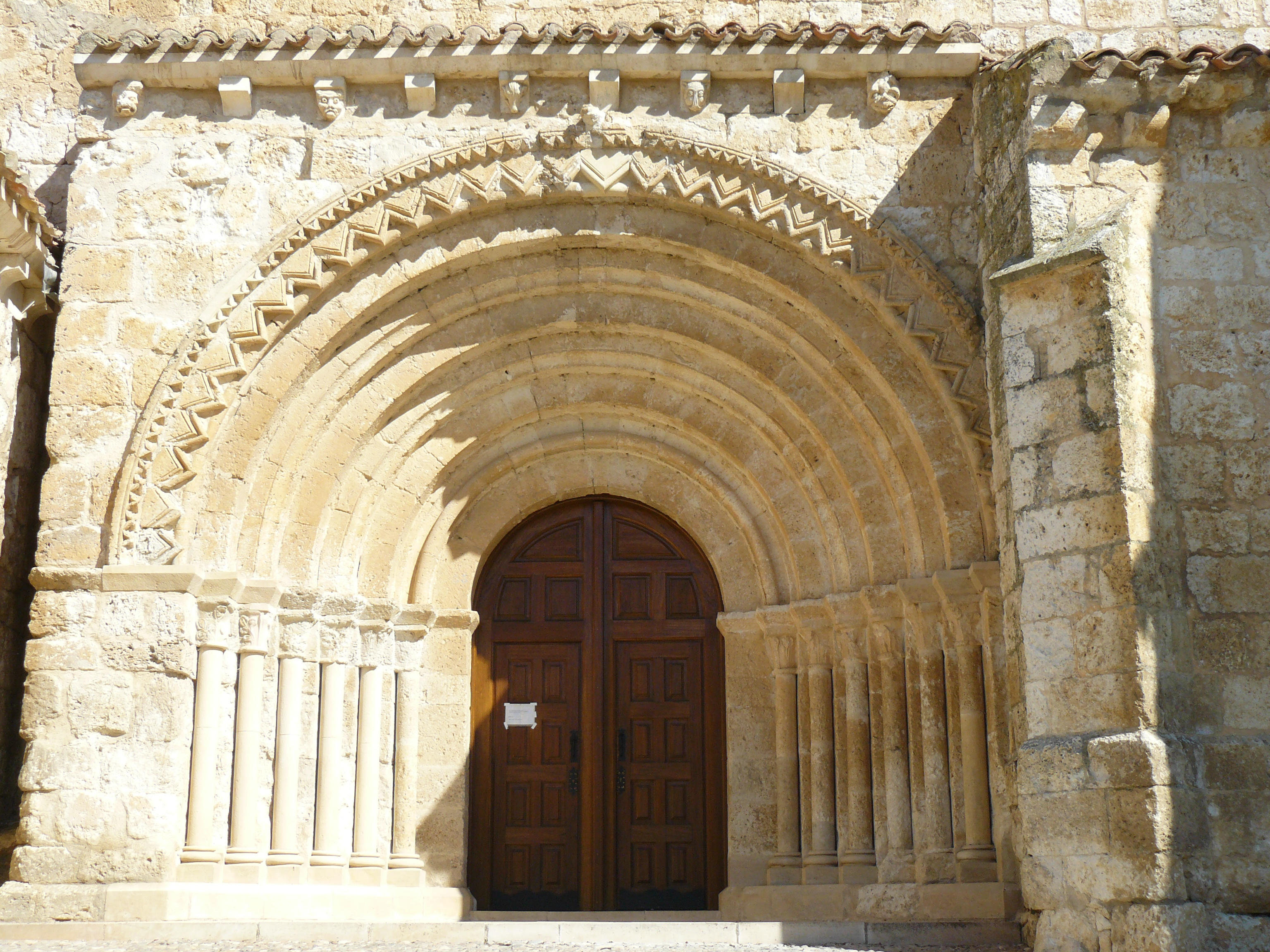
Terradillos de Esgueva – Kirchenportal

Funde aus keltischer, römischer, westgotischer und selbst aus islamisch-maurischer Zeit wurden auf dem Gemeindegebiet bislang nicht gemacht. Letztere verließen das Gebiet unter christlichem Druck (reconquista) bereits im 10. Jahrhundert, doch Ende des Jahrhunderts drangen die Heere Almansors noch einmal bis in den Norden der Iberischen Halbinsel vor. Die erste Erwähnung des Ortsnamens stammt aus dem Jahr 1054; in dieser Zeit gehörten der Ort und seine Kirche zum ca. 60 km nordöstlich gelegenen Kloster San Pedro de Arlanza. Wenig später übernahm das Kloster Las Huelgas in Burgos die Grundherrschaft, die spätestens im 15. Jahrhundert auf weltliche Herren überging.

## Sehenswürdigkeiten
Die über eine halbrunde mehrstufige Treppe erreichbare und aus weitgehend exakt behauenen Steinen erbaute örtliche Pfarrkirche San Andrés Apóstol stammt aus dem späten 12. Jahrhundert; sie erhebt sich auf dem höchsten Punkt des Ortes. Das geringfügig aus der umgebenden Mauerflucht hervortretende Archivoltenportal ist sechsfach gegliedert, aber ansonsten schmucklos; es wird von einem größeren und einem kleineren Zackenband überfangen und bildet den architektonisch-dekorativen Höhepunkt der Kirche. Diese ist einschiffig und nahezu fensterlos; unmittelbar vor der halbrunden Apsis wurden zwei Seitenkapellen hinzugefügt, so dass das Ganze beinahe wie ein Querhaus wirkt. Der auf rechteckigem Grundriss erbaute Glockenturm (campanario) ist ein Werk des 18. Jahrhunderts.